# دیزنی دریم
دیزنی دریم (به انگلیسی: Disney Dream) یک کشتی است که طول آن ۱٬۱۱۵ فوت (۳۴۰ متر) می‌باشد. این کشتی در سال ۲۰۱۰ ساخته شد.